# Donald Jackson (patinage artistique)
Pour les articles homonymes, voir Donald Jackson et Jackson.
Donald Jackson, né le 2 avril 1940 à Oshawa, est un ancien patineur artistique canadien. Il a remporté le bronze olympique en 1960. En 1962, il a réalisé avec succès le premier triple lutz en compétition, devenant champion du monde.
Il a été intronisé au Temple de la renommée des sports au Canada et aux États-Unis. Également, il a été intronisé au Temple de la renommée de Patinage Canada en 1992.

## Palmarès
| Compétitions principales                                                                                   | 1956 | 1957 | 1958 | 1959 | 1960 | 1961 | 1962 |
| Jeux olympiques d'hiver                                                                                    |      |      |      |      | 3e   |      |      |
| Championnats du monde                                                                                      |      | 7e   | 4e   | 2e   | 2e   | CA   | 1er  |
| Championnats d'Amérique du Nord                                                                            |      | 4e   |      | 1er  |      | 1er  |      |
| Championnats du Canada                                                                                     | 2e   | 2e   | 2e   | 1er  | 1er  | 1er  | 1er  |
| Légende : CA = Championnats du monde de 1961 annulés à cause de la catastrophe aérienne du vol 548 Sabena. |      |      |      |      |      |      |      |